# Terapia di gruppo (film 1987)
Terapia di gruppo (Beyond Therapy) è un film statunitense del 1987 diretto da Robert Altman e tratto dall'omonima commedia di Christopher Durang.

## Trama
Prudence, una giovane donna disinibita, dopo aver letto un annuncio matrimoniale pubblicato sulle pagine di una rivista, si reca in un ristorante per il primo incontro con Bruce, bizzarro tipo, per giunta bisex dichiarato e deciso a lasciare l'omosessuale Bob. Bruce e Prudence sono ambedue sotto terapia presso due psicanalisti, aventi studi contigui: di Prudence si occupa il dottor Stuart; di Bruce la dottoressa Charlotte, due professionisti assai stravaganti e faciloni (i quali, nel corso delle sedute, piantano ad ora fissa i rispettivi pazienti - in genere assillati da problemi sessuali - per amoreggiare rapidamente in una stanzetta che hanno in uso comune). I due medici, la giovane coppia, la superprotettiva Zizì, madre di Bob e cliente anch'essa di Stuart, nonché lo stesso Bob e Andrew, altro omosessuale e figlio di Charlotte, si ritrovano tutti nello stesso ristorante: il tutto fra isterismi, ripicche, pulsioni sessuali a volte irrefrenabili, una logorrea contagiosa dei due terapeuti così come dei rispettivi clienti, frenesie, insoddisfazioni e scenate. Bob si consolerà con Andrew (vivissima la gioia di mamma Zizì, ben lieta di "conservare il suo Bob" piuttosto che vederlo inguaiato con una donna); gli pseudo-professionisti continueranno ad esercitarsi su clienti nevrotici; superate le esperienze personali, tenteranno di metter su famiglia.